# Marta Kłapowa
Marta Kłapowa, ps. „Wisła” (ur. 30 maja 1897 w Bogucicach, zm. 9 czerwca 1977 w Katowicach) – polska nauczycielka, działaczka narodowa i społeczna, uczestniczka III powstania śląskiego, radna Rady Miejskiej w Katowicach.

## Życiorys
Urodziła się 30 maja 1897 roku w Bogucicach (późniejsza część Katowic). Brała udział w przygotowaniach do plebiscytu na Górnym Śląsku oraz była zrzeszona w Polskiej Organizacji Wojskowej Górnego Śląska. W trakcie III powstania śląskiego była sanitariuszką i łączniczką. Po ukończeniu kursu przygotowującego polskich nauczycieli pracowała jako nauczycielka języka polskiego w Kończycach, jednak po oskarżeniach o polonizację niemieckich dzieci w 1923 roku przeniesiono ją do szkoły w Załężu (późniejsza część Katowic). 
Gdy w 1926 roku wprowadzono zakaz pracy dla mężatek, wojewoda śląski zwolnił ją ze służby nauczycielskiej. Poświęciła się działalności społecznej, angażując się w Towarzystwie Czytelni Ludowych, Polskim Czerwonym Krzyżu i Towarzystwie Polek w Katowicach, którego od 3 grudnia 1928 roku była przewodniczącą. Zasiadała także w radzie naczelnej Narodowo-Chrześcijańskim Zjednoczeniu Pracy, a 18 marca 1930 roku ze strony obywateli weszła w skład działającego przy katowickiej Rady Miejskiej Wydziału Opieki Społecznej. 
4 listopada 1937 roku została wprowadzona na stanowisko radnej Rady Miejskiej w Katowicach w miejsce zmarłego Wilhelma Szałka. Funkcję tę pełniła do wybuchu II wojny światowej. W 1938 roku weszła w skład rady obwodowej Obozu Zjednoczenia Narodowego w Katowicach oraz zarządu Towarzystwa Popierania Budowy Szkół Powszechnych na Śląsku. 20 czerwca 1939 roku została wiceprzewodniczącą rejonowej rady społecznej Przysposobienia Wojskowego Kobiet.
Podczas niemieckiej okupacji w trakcie II wojny światowej ukrywała się w Wieliczce i działała w konspiracji jako łączniczka. 
Zmarła w Katowicach 9 czerwca 1977 roku.

## Życie prywatne
Pochodziła z rodziny Majowskich. Była zamężna z urzędnikiem państwowym Mieczysławem Kłapą. W latach 30. XX wieku mieszkała w Katowicach przy ulicy Królowej Jadwigi 4.

## Ordery i odznaczenia
- Złoty Krzyż Zasługi (1933)[20][21]